# Station Pons
Station Pons is een spoorwegstation in de gemeente Pons in het Franse departement Charente-Maritime.